# ノイロトロピン
ノイロトロピン（Neurotropin、ワクシニアウイルス接種家兎炎症皮膚抽出液、ワクシニアウイルスせっしゅかとえんしょうひふちゅうしゅつえき）は、非オピオイド系、非シクロオキシゲナーゼ阻害剤系鎮痛剤である。

## 概要
ノイロトロピンの有効成分が一体何であるかは不明であるものの、ワクシニアウイルスを皮内接種した家兎の炎症皮膚から抽出した非蛋白質分画である:2。成分としてアミノ酸、リン、核酸塩基、N-アセチルノイラミン酸等が含まれている。中枢性の疼痛抑制機構である下行性疼痛抑制系（セロトニン作動性神経およびノルアドレナリン作動性神経）を賦活し、脊髄後角で疼痛の上行性伝達系を抑制する:22。脳由来神経栄養因子を誘導して抑うつ状態の改善効果を示す。花粉症治療にも用いられるが、作用機序は不明である。
医薬品としては、ノイロトロピン注射液1.2単位および3.6単位、ならびにノイロトロピン錠4単位が製剤化されている。ここで1ノイロトロピン単位とは、マウスにSARTストレス（反復寒冷負荷）を与え疼痛過敏とした後、ランダルセリット（Randall-Selitto）法により鎮痛試験を行って鎮痛係数を測定し、抽出物（ノイロトロピン）100mg/kg投与前後の加圧重量比が基準値以上であった動物の割合が50%である（ED50）場合の、抽出物1mgの活性を1単位とするものである。

## 承認
1.2単位入アンプルが1950年に、3.6単位入アンプルが1976年に各種有痛性疾患およびアレルギー疾患治療薬として承認され、1984年の医薬品再評価の結果「腰痛症、頸肩腕症候群、症候性神経痛、皮膚疾患 (湿疹・皮膚炎、蕁麻疹）に伴う瘙痒、アレルギー性鼻炎」という効能・効果となった。スモン後遺症状への効能・効果は1993年に追加された:1。錠剤は「腰痛症、頸肩腕症候群、肩関節周囲炎、変形性関節症」治療薬として1987年に承認され、「帯状疱疹後神経痛」治療薬として1999年に追加承認された。

## 効能・効果
- 注射液：腰痛症、頸肩腕症候群、症候性神経痛、皮膚疾患（湿疹・皮膚炎、蕁麻疹）に伴う瘙痒、アレルギー性鼻炎、スモン（SMON）後遺症状の冷感・異常知覚・痛み
- 錠剤：慢性疼痛、腰痛症、頸肩腕症候群、肩関節周囲炎、変形性関節症[3]

## 重大な副作用
ショック、アナフィラキシー様症状、肝機能障害、黄疸（いずれも頻度不明）

## その他
難治性の頭痛に対して、ノイロトロピンが奏功した症例の報告もある。